# 天池信正
天池 信正（あまいけ のぶまさ、1949年 - ）は岐阜県出身の日本の実業家。元天池モールド取締役。親族に天池正登がいる。

## 来歴
岐阜県立加茂高等学校を経て岐阜大学を卒業後、同大学大学院を修了する。貿易商社勤務を経て天池モールド取締役となる。
2012年4月、岐阜県立森林文化アカデミー「森と木のクリエーター科」山村づくり講座に入学した。2014年3月に講座を卒業後、4月に下呂市馬瀬にある地域団体「馬瀬地方自然公園づくり委員会」に入会し、同年5月の馬瀬里山ミュージアム（西村）設立に参加した。「馬瀬地方自然公園づくり委員会」は、農林水産省の「ディスカバー農山漁村の宝」選定事業において、2015年の第2回選定対象（東海地区）に選ばれた。
農林水産省「都市農村共生・対流交付金」コーディネーターを務める。